# An Cư, Toại Ninh
An Cư (chữ Hán giản thể: 安居区, Hán Việt: An Cư khu) là một quận thuộc địa cấp thị Toại Ninh, tỉnh Tứ Xuyên, Cộng hòa Nhân dân Trung Hoa. Quận này có diện tích 1.258 km², dân số năm 2002 là 750.000 người.
An Cư được chia thành 14 trấn và 7hương.
- Trấn: An Cư, Hoành Sơn, Hội Long, Đông Thiền, Phân Thủy, Thạch Động, Tam Gia, Ngọc Phong, Tây Mi, Ma Khê, Lan Giang, Bảo Thạch, Bạch Mã, Trung Hưng.
- Hương: Tụ Hiền, Đường Lý, Đại An, Mã Gia, Liên Hoa, Quan Âm, Bộ Vân.